# 16887 Blouke
16887 Blouke (1998 BE26) là một tiểu hành tinh vành đai chính được phát hiện ngày 28 tháng 1 năm 1998 bởi Khảo sát tiểu hành tinh OCA-DLR ở Caussols.